# Alessandro Piccinini
Alessandro Piccinini (Bologna, 30 gennaio 1566 – 1638) è stato un compositore, liutista e scrittore italiano, nonché suonatore di tiorba.

## Biografia
Nato a Bologna, Piccinini apprese l'arte di suonare il liuto da suo padre Leonardo Maria Piccinini, riuscendo poi a farsi apprezzare come liutista presso la corte estense di Alfonso II d'Este di Ferrara fino al 1597 e dal Cardinale Pietro Aldobrandini.
Piccinini è conosciuto principalmente per i suoi due volumi di musica per liuto: Intavolatura di Liuto et di Chitarrone, libro primo (Bologna, 1623) e Intavolatura di Liuto et di Chitarrone, libro secondo (Bologna, 1639), pubblicato postumo dal figlio Leonardo Maria Piccinini.
Un importante contributo di Piccinini nella storia della musica è la sua invenzione di due nuovi strumenti, la tiorba (o chitarrone) e l'arciliuto, avvenuta nel 1595 a Bologna.

## Opere
- Intavolatura di liuto, et di chitarrone, libro primo, nel quale si contengano dell'uno, & dell'altro stromento arie, baletti, correnti, gagliarde, canzoni, & ricercate musicali, & altre à dui, e trè liuti concertati insieme; et una inscrittione d'avertimenti, che insegna la maniera, & il modo di ben sonare con facilità i sudetti stromenti (Bologna, 1623)
- Intavolatura di liuto, nel quale si contengono toccate, ricercate musicali, corrente, gagliarde, chiaccone, e passacagli alla vera spagnola, un bergamasco, con varie partite, una battaglia, & altri capricci (Bologna, 1639, pubblicato postumo)